# Joshua Tree (California)
Joshua Tree è un census-designated place degli Stati Uniti d'America, situato nella contea di San Bernardino dello stato della California.

## Geografia fisica
Secondo l'Ufficio del censimento degli Stati Uniti d'America, Joshua Tree si estende su una superficie di 95,93 km² (37,04 mi²). La città si trova a 834 m (2 736 ft) sul livello del mare e si trova nell'High Desert della California.
La cittadina è sede del Parco nazionale del Joshua Tree.

## Società

### Evoluzione demografica
Al censimento del 2000, Joshua Tree contava 4 207 abitanti, passati a 7 414 nel 2010.